# 요시쿠라 오세이
요시쿠라 오세이(吉倉汪聖, 메이지 1년(1868년) 11월 ~ 쇼와 5년(1930년) 12월 30일)는 메이지 시대부터 다이쇼 시대까지의 저널리스트, 대륙낭인이다. 호세이 대학 출신. 가나자와번사의 아들로 가가국(지금의 이시카와현)에서 태어났다. 시인·비평가 기타무라 도코쿠와 벗으로 지냈다.